# Joseph Georg Wolf

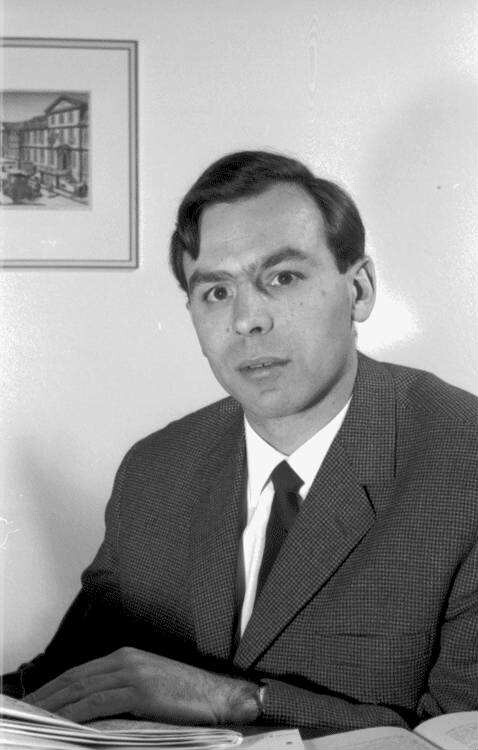
Josef Georg Wolf (1964)

Joseph Georg Wolf (* 6. Juli 1930 in Düsseldorf; † 31. Mai 2017) war ein deutscher Rechtswissenschaftler und Hochschullehrer an der Albert-Ludwigs-Universität Freiburg.

## Leben und Wirken
Wolf studierte Rechtswissenschaften unter anderem an der Universität Freiburg. 1959 wurde er von der Universität Göttingen mit der römischrechtlichen Schrift „Error im römischen Vertragsrecht“ zum Dr. iur. promoviert. 1964 habilitierte sich Wolf unter Betreuung von Franz Wieacker ebenfalls in Göttingen. Anschließend war er zunächst als Privatdozent an der Universität Göttingen tätig. Zum Oktober 1964 wurde er an die Universität Freiburg berufen, wo er bis zu seiner Emeritierung 1998 den ordentlichen Lehrstuhl für Römisches Recht, Bürgerliches Recht und Neuere Privatrechtsgeschichte innehatte. Er war unter anderem Mitglied der Göttinger und der Heidelberger Akademie der Wissenschaften.
Wolfs Forschungsschwerpunkte lagen vor allem im Recht des antiken und frühen Roms. Seine Forschungen setzte er in Bezug zum heute geltenden Recht und forschte somit auch zu dessen dogmatischen Grundlagen.
Wolf ist der Herausgeber der ersten deutschen Ausgabe der Tabulae Pompeianae novae.

## Schriften (Auswahl)
- Error im römischen Vertragsrecht. Böhlau, Köln 1961 (Dissertation).
- Der Normzweck im Deliktsrecht. Schwartz, Göttingen 1962.
- Die litis contestatio im römischen Zivilprozess. C.F. Müller, Karlsruhe 1968.
- Causa stipulationis. Böhlau, Köln 1970.
- Politik und Gerechtigkeit bei Traian. De Gruyter, Berlin 1978, ISBN 978-3-11-004938-1.
- Die literarische Überlieferung der Publikation der Fasten und Legisaktionen durch Gnaeus Flavius. Vandenhoeck und Ruprecht, Göttingen 1980, ISBN 978-3-525-85116-6.
- Das Senatusconsultum Silanianum und die Senatsrede des C. Cassius Longinus aus dem Jahre 61 n. Chr. Winter, Heidelberg 1988, ISBN 978-3-533-04023-1.
- mit John A. Crook: Rechtsurkunden in Vulgärlatein aus den Jahren 37 – 39 n. Chr. Winter, Heidelberg 1989, ISBN 978-3-533-04193-1.
- Aus dem neuen pompejanischen Urkundenfund. Duncker & Humblot, Berlin 2010, ISBN 978-3-428-13355-0 (Aufsatzsammlung).
- Lex Irnitana. Duncker & Humblot, Berlin 2012, ISBN 978-3-428-13355-0 (Aufsatzsammlung).
- Recht im frühen Rom. Duncker & Humblot, Berlin 2015, ISBN 978-3-428-14592-8 (Aufsatzsammlung).